# Conogaster pruinosa
Conogaster pruinosa là một loài ruồi trong họ Tachinidae.